# جوزپه آستی
جوزپه آستی (به ایتالیایی: Giuseppe Asti) بازیکن فوتبال و مهاجم اهل ایتالیا است 

## تیم ملی
از سال ۱۹۲۰ میلادی عضو تیم ملی فوتبال ایتالیا بوده و در ۱ بازی ملی حضور داشته‌است. او در بازی‌های ملی‌اش گلی به ثمر نرساند.
جوسپه آستی آخرین بازی ملی خود را در سال ۱۹۲۰ میلادی انجام داد.